# Zelurus eburneus
Zelurus eburneus är en insektsart som först beskrevs av Amédée Louis Michel Lepeletier och Jean Guillaume Audinet Serville 1825.  
Zelurus eburneus ingår i släktet Zelurus och familjen rovskinnbaggar. Inga underarter finns listade i Catalogue of Life.